# マウロ・ベルージ
マウロ・ベルージ（Mauro Bellugi、1950年2月7日 - 2021年2月20日）は、イタリア出身の元同国代表の元サッカー選手（DF）。

## 経歴
シエーナ県ブオンコンヴェント出身。ベルージのキャリアは インテル・ミラノから始まり、1969年8月31日のコッパ・イタリアでデビューした。インテルでの5年間でセリエAで90試合に出場し、すべてのシニア大会で137試合に出場した。その後は、ボローニャFC、SSCナポリ 、ピストイエーゼと渡り歩いた。
1972年から1979年までイタリア代表として32試合に出場。 1978年のFIFAワールドカップでは5試合に出場し、イタリアは4位入賞を果たした。 イタリア代表としての最後の試合は、1979年11月17日のウーディネでのスイス戦だった。1980年のUEFA欧州選手権でも代表に加わっていたが、試合出場の機会はなかった。81年に引退。翌82年までピストイエーゼの助監督を務め、その後はテレビ解説者となった。
2020年11月4日に、新型コロナウイルス感染症（COVID-19）に感染し入院。数週間の闘病生活の中で容体が悪化したため、両足の切断を余儀なくされた。その後も容態が回復することなく、2021年2月20日、71歳の誕生日を迎えてから13日後に死去した。

## 所属クラブ
- 1969年-1974年 インテル・ミラノ
- 1974年-1979年 ボローニャFC
- 1979年-1980年 SSCナポリ
- 1980年-1981年 ピストイエーゼ

## 主な経歴
- セリエA優勝：1回（1970-71年）
- コッパ・イタリア：1回（1973-74年）